# Papa Innocenci VII
El papa Innocenci VII (llatí: Innocentius VII; italià: Innocenzo VI; 1339 – 6 de novembre de 1406), nascut Cosimo de' Migliorati, va ser cap de l'Església catòlica des del 17 d'octubre de 1404 fins a la seva mort. Va ser papa durant el període del Cisma d'Occident (1378–1417), i es va oposar al reclamant d'Avinyó Benet XIII. Malgrat les bones intencions, no va fer gaire per acabar amb el cisma, a causa del problema de la situació a Roma i la seva desconfiança en la sinceritat de Benet XIII i del rei Ladislau I de Nàpols.

## Primers anys
Cosimo de' Migliorati va néixer en una família senzilla de Sulmona als Abruços. Es va distingir pel seu aprenentatge tant en dret civil com en dret canònic, que va ensenyar durant un temps a Perusa i Pàdua. El seu mestre Giovanni da Legnano el va patrocinar a Roma, on el papa Urbà VI (1378–89) el va portar a la cúria, el va enviar durant deu anys com a col·lector papal (recaptador d'impostos) a Anglaterra, el va nomenar bisbe de Bolonya el 1386 en una època de conflictes a aquella ciutat, i arquebisbe de Ravenna el 1387.
El papa Bonifaci IX el va nomenar cardenal-prevere amb el títol de Santa Croce a Gerusalemme (1389) i el va enviar com a llegat a Llombardia i Toscana el 1390. Quan va morir Bonifaci IX, hi havia presents a Roma delegats del papa rival a Avinyó, Benet XIII. Els cardenals romans van preguntar a aquests delegats si el seu senyor abdicaria si els cardenals s'abstenien de celebrar eleccions. Quan se'ls va dir sense embuts que Benet XIII mai abdicaria (de fet mai ho va fer), els cardenals van procedir a una elecció. En primer lloc, però, cadascú va fer un jurament solemne de no deixar res sense fer i, si calia, abdicar de la tiara per acabar amb el cisma.

## Papat

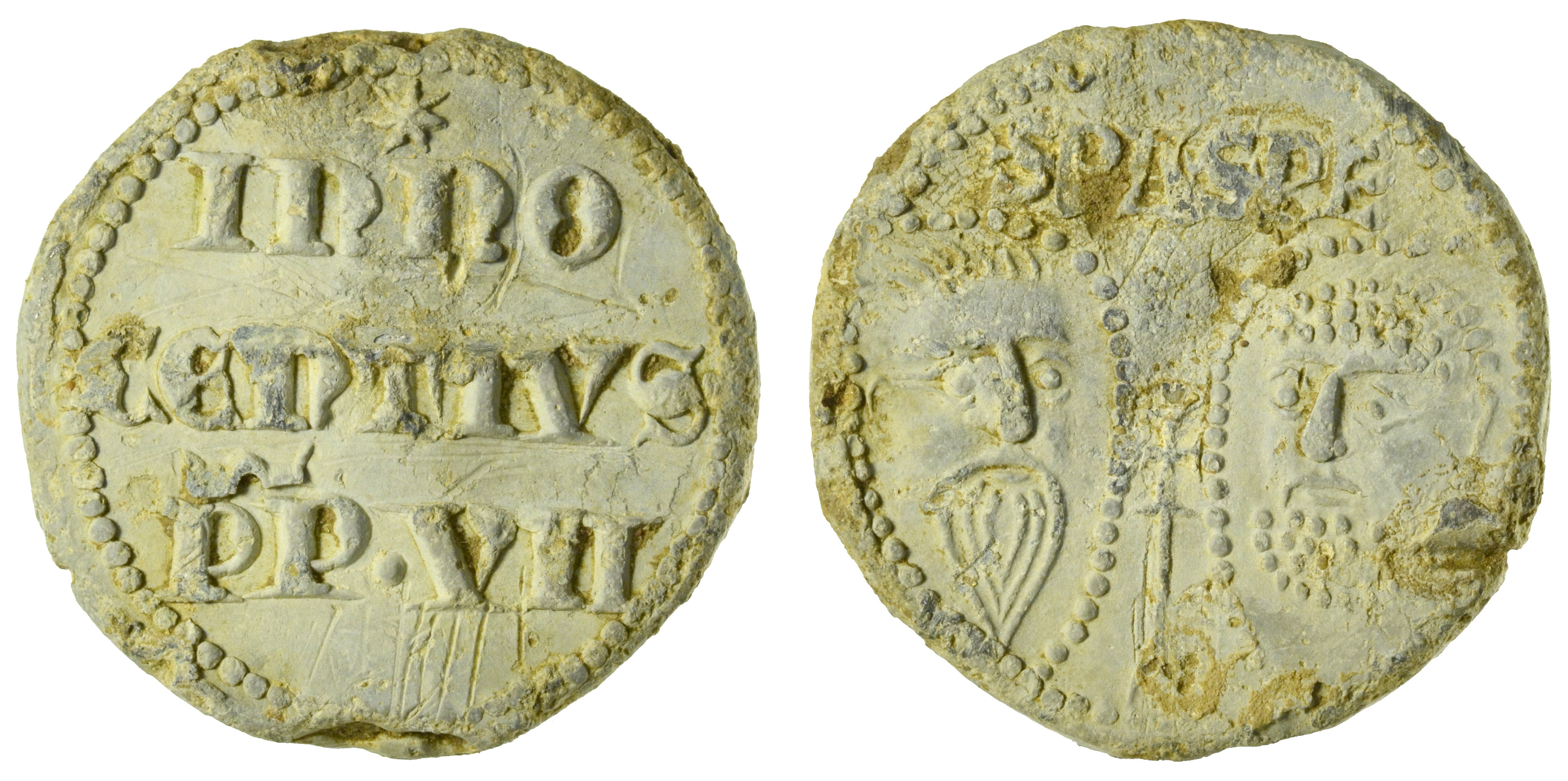
Bulla papal d'Innocenci VI

Migliorati va ser escollit per unanimitat –per vuit cardenals– el 17 d'octubre de 1404 i va prendre el nom d'Innocenci VII. Davant els ambaixadors avinyonesos afirmà que si no tenien res de nou a proposar, era inútil insistir.
Hi va haver un motí general del partit gibel·lí a Roma quan es va conèixer la seva elecció, però la pau es va mantenir amb l'ajuda del rei Ladislau I de Nàpols, que es va afanyar a Roma amb una banda de soldats per ajudar el Papa a reprimir la insurrecció. Pels seus serveis, el rei va extorsionar diverses concessions a Innocenci VII, entre elles la promesa que la pretensió de Ladislau a Nàpols no es veuria compromesa, reclamació que havia estat impugnada fins fa molt poc per Lluís II d'Anjou. Benet XIII provà d'explotar una situació que jutjava beneficiosa, marxant sobre Roma amb el duc d'Orleans, el qual hauria de ser coronat emperador, i el 16 de maig de 1405, Benet arriba a Gènova, però finalment, Carles VI rebutjà tot suport militar.
Malgrat tot, Innocenci reclutà mercenaris, però les seves energies s'esgotarien aviat.
Això li convenia a Innocenci VII, que no tenia cap intenció d'arribar a un acord amb Avinyó que comprometés les seves pretensions als Estats Pontificis. Així, Innocenci VII va ser sotmès a obligacions vergonyoses, de les quals es va alliberar.
Innocenci VII havia comès el gran error d'elevar el seu nebot, molt inadequat, Ludovico Migliorati, un colorit condottiero que abans era a sou de Giangaleazzo Visconti de Milà, com a capità de la milícia papal, un acte de nepotisme que li va costar molt car. A més, Innocent el va nomenar rector de Todi l'abril de 1405. L'agost de 1405, Ludovico Migliorati, fent servir el seu poder com a cap de la milícia, va capturar onze membres dels odiosos partisans romans al seu retorn d'una conferència amb el Papa, els va fer assassinar a casa seva i els va tirar els cossos per les finestres de l'hospital de Santo Spirito al carrer. Hi va haver un enrenou. Papa, cort i cardenals, amb la facció Migliorati, van fugir cap a Viterbo. Ludovic va aprofitar per expulsar el bestiar que pasturava fora de les muralles, i el partit papal va ser perseguit per furiosos romans, perdent trenta membres del partit papal (güelfs), els cossos dels quals van ser abandonats en la fugida, inclòs l'abat de Perusa, abatut sota els ulls del Papa.
El protector d'Innocenci, Ladislau, va enviar un escamot de tropes per sufocar els disturbis, i pel gener de 1406 els romans van reconèixer novament l'autoritat temporal papal, i Innocenci VII es va sentir capaç de tornar. Però Ladislau, a qui el Papa havia recompensat nombrant-lo marquès i comte de Fermo, no content amb les anteriors concessions, va voler estendre la seva autoritat a Roma i als Estats Pontificis. Per assolir el seu final va ajudar la facció gibelina a Roma en els seus intents revolucionaris el 1405. Un esquadró de tropes que el rei Ladislau havia enviat per ajudar a la facció Colonna encara ocupava el castell de Sant'Angelo, protegint ostensiblement el Vaticà, però fent freqüents sortides sobre Roma i el territori veí. Només després que Ladislau fos excomunicat va cedir a les demandes del Papa i va retirar les seves tropes.
Poc després de la seva adhesió el 1404, Innocenci VII havia pres mesures per mantenir el seu jurament proclamant un concili per resoldre el Cisma d'Occident. Wl rei Carles VI de França, teòlegs de la Universitat de París, com Pierre d'Ailly i Jean Gerson, i el rei Robert d'Alemanya, tots demanen una reunió d'aquest tipus. Tanmateix, els problemes de 1405 li van proporcionar un pretext per ajornar la reunió, al·legant que no podria garantir el pas segur al seu rival Benet XIII si venia al concili de Roma, però autoritzà els fidels francesos a establir contactes amb els seus rivals. Benet, però, va fer semblar que l'únic obstacle per a la fi del Cisma era la manca de voluntat d'Innocenci VII. Innocenci VII va ser poc receptiu a la proposta que ell i Benet XIII dimitissin en interès de la pau.

## Mort
Innocenci va morir a Roma el 6 de novembre de 1406 a causa d'una apoplexia, que segons alguns va ser enverinament. Es creu que Innocenci planejava la restauració de la Universitat de Roma, però la seva mort va fer que quedés en res.
Les profecies de Sant Malaquies es refereixen a aquest papa com De meliore sidere (De l'estrella millor), que fa referència al cognom familiar, Migliorati, que significa "millorat" i a la qual al seu escut d'armes apareix una estrella.